# Salix bornmuelleri
Salix bornmuelleri är en videväxtart som beskrevs av Heinrich Carl Haussknecht. Salix bornmuelleri ingår i släktet viden, och familjen videväxter. Inga underarter finns listade i Catalogue of Life.